# Tête de caméra
En machinerie cinématographique, la tête de caméra est un support de caméra permettant au cadreur d'effectuer des mouvements de caméra autour de son axe de rotation (panoramiques et basculements), à différents niveaux de friction.
La tête est une interface entre les « branches » ou pieds de caméra, et la caméra. La caméra se fixe sur une semelle ou une attache rapide qui s'enclenche automatiquement sur la tête et lui assure une fixation très simple.

## Tailles
Les différentes tailles de têtes dépendent du poids de la caméra. on distingue deux gammes professionnelles :
- Les têtes 300, aussi griffe 300 ou tête Mitchell, sont adaptées aux caméras 35mm les lourdes. On les appelle têtes 300 parce qu'elles accueillent des caméras équipées de magasins de 305 m de pellicule très lourds[1]. Leur avantage est d'assurer une fixation sur les branches plus solide et plus sécurisée, mais pour faire la bulle (mettre à niveau la caméra) elles sont plus complexes, soit avec des griffes à visser ou directement avec le pied.
- Les têtes 120, ou bol 120, sont utilisées avec les caméras 35 mm plus légères. De même, on les appelle têtes 120 à cause des magasins de 122 m plus légers. Elles ne peuvent pas accepter des caméras lourdes, et leur serrage de fixation est moins résistant, mais le réglage de la bulle est beaucoup plus rapide.

Certaines têtes peuvent être adaptées indifféremment en griffe 300 ou bol 120.